# Augustinus Winkelmann
Augustinus Winkelmann (* 23. April 1881 in Amelsbüren; † 26. Dezember 1954 in Marienthal bei Hamminkeln) war katholischer Priester und Begründer eines Zentrums zeitgenössischer sakraler Kunst im  Kloster Marienthal am Niederrhein.

## Leben
Augustinus Winkelmann wurde auf Gut Köbbing im münsterländischen Amelsbüren geboren. Nach dem Abitur am Gymnasium Paulinum in Münster begann er 1902 an der Universität Innsbruck ein philosophisches Studium. Er wurde aktives Mitglied des KStV Rhenania Innsbruck im KV. Sein Philosophiestudium setzte Winkelmann, dessen Großmutter Französin war, 1902/03 an der Sorbonne in Paris an der Faculte des Lettres fort. Hier wurde Winkelmann durch das Werk des französischen Dichters Paul Claudel geprägt.
1903 begann er sein Theologiestudium in Münster, das er bald darauf in Würzburg bei Professor Herman Schell fortsetzte, dessen teilweise indizierte Schriften Winkelmann lebenslang beschäftigten. Außerdem korrespondierte er intensiv mit den Mitarbeitern der 1903 von Carl Muth gegründeten Zeitschrift Hochland.
1906 trat Winkelmann ins Priesterseminar zu Münster (Westfalen) ein und wurde am 25. Mai 1907 im Dom zu Münster zum Priester geweiht. Nach seelsorglicher Tätigkeit in Kleve wurde Kaplan Winkelmann 1920 ins niederrheinische Nieukerk bei Geldern versetzt. Hier knüpfte er Kontakte zur Handwerker- und Kunstgewerbeschule Krefeld um Heinrich Dieckmann, für deren junge Künstler er in der Nachkriegsnotzeit Ferienaufenthalte auf Bauernhöfen organisierte.
Im Jahr 1924 wurde Winkelmann zum Pfarrer von St. Maria Himmelfahrt im bäuerlich geprägten Marienthal (heute ein Ortsteil von Hamminkeln) berufen. Hier konnte er über ein Vierteljahrhundert seine beiden großen Ziele, die Entwicklung der kirchlichen Jugendarbeit und die Erneuerung der zeitgenössischen sakralen Kunst, verwirklichen.
Am 2. September 1950 trat Winkelmann in den Ruhestand. Er blieb in Marienthal, wo er am 26. Dezember 1954 an Herzversagen starb. Er wurde gemäß seinem Wunsch rechts neben dem Eingang der Marienthaler Pfarrkirche beigesetzt.

## Lebenswerk
Ein Anliegen Winkelmanns war die kirchliche Jugendarbeit und die Erneuerung der Formen des Gottesdienstes, stark geprägt von den Schriften Romano Guardinis und der katholischen Quickborn-Bewegung. Die Tätigkeit strahlte in die Region aus und Marienthal wurde ein beliebter Anziehungspunkt christlicher Jugendgruppen, insbesondere in der Zeit des Nationalsozialismus. Dies wurde ab 1941 durch die Gestapo verboten, wobei der Zellentrakt des ehemaligen Klosters, der als Unterkunft der Jugendgruppen diente, versiegelt wurde. Nach dem Krieg fanden hier Jugendliche und Evakuierte aus dem zerstörten Wesel Unterkunft.
Der zweite Schwerpunkt der Arbeit Winkelmanns war die Heranführung der zeitgenössischen Künstler an den sakralen Raum und die Erneuerung der kirchlichen Kunst. Basis für den Erfolg Winkelmanns war die Schirmherrschaft des preußischen Staates über die ehemalige Klosteranlage und Pfarrkirche in Marienthal und die Unterstützung des preußischen Kultusministeriums. Dadurch hatte Winkelmann größere Freiheiten zur Gestaltung von Kirche und Friedhof als in einer normalen Gemeinde.
Kontakte mit den Professoren Jan Thorn Prikker, Heinrich Nauen und Heinrich Campendonk von der Kunstakademie Düsseldorf bewirkten, dass zahlreiche junge Künstler, insbesondere des Rheinischen Expressionismus nach Marienthal kamen und Werke in der Kirche, in den ehemaligen Mönchszellen und auf dem Friedhof schufen. Die künstlerischen Grabmäler zeigen, dass auch die Kirchengemeinde die Ideen Winkelmanns mittrug. In der Zeit des Nationalsozialismus bot Winkelmann mit Berufsverbot belegten Künstlern Arbeitsmöglichkeiten.
Marienthal entwickelte sich in einem Vierteljahrhundert zum bedeutenden Ort sakraler Kunst am Niederrhein.

## Künstler und Kunstwerke in Marienthal
Durch seine Beziehungen konnte Winkelmann viele junge Künstler nach Marienthal ziehen, die ausdrucksstarke Kunstwerke in der Pfarrkirche, im Klostergebäude und auf dem Friedhof schufen:
- Heinrich Dieckmanns Chorfenster Der Auferstandene (1926)
- das Kreuzgangfenster Kreuzigung von Heinrich Campendonk (1926/27)
- Kirchenfenster (Kreuzabnahme und Verkündigung) an der Nordwand von Anton Wendling (1927)
- Wandgemälde von Josef Strater: Grablegung Christi im Zellentrakt (1926) und Tau-Kreuz im Chor (1930/31), Szenen aus der Vita des Augustinus in einer Mönchszelle (1927)
- Oberlichtfenster in einer Kreuzgangzelle von Jan Thorn-Prikker (1928),
- das schmiedeeiserne Friedhofstor von Georg Hertel (1929),
- das Grabmal Schnitter mit Sichel und Garbe (1929–31) und Portalskulpturen von Jupp Rübsam (1939)
- Eugen Senge-Platten mit dem Engel am Eingang zur Kirche (1937)
- der Christuskopf in der Kirchenmauer von Johann Tefert (1937)
- ein Wandteppich im Chor von Trude Dinnendahl-Benning (1940/41)
- das Glasfenster Vertreibung auf dem Paradies (1949) und das Bronzeportal zur Kirche von Edwin Scharff (1945–1947)

Hildegard Bienen bestärkte er auf ihrem Weg zur bildenden Künstlerin. Sie schuf viele Grabmäler und die Tür der Aussegnungshalle auf dem Klosterfriedhof.

## Trivia
Die an der Pfarrkirche vorbeiführende Dorfstraße trägt den Namen „Pastor-Winkelmann-Straße“.